# Pericallia sipahina
Pericallia sipahina là một loài bướm đêm thuộc phân họ Arctiinae, họ Erebidae.